# Mórahalom (distrikt)
Mórahalom är ett distrikt i Ungern. Det ligger i provinsen Csongrád-Csanád, i den centrala delen av landet, 150 km söder om huvudstaden Budapest.